# Epinette des Vosges
Epinette des Vosges, (franskt uttal: [epinɛt dɛ voʒ]), är ett traditionellt stränginstrument från cittrafamiljen. Dess användning har varit begränsad till två specifika områden i Vogeserna i Frankrike, ungefär 50 km ifrån varandra: nämligen runt Val-d’Ajol och Gérardmer.

## Ursprung
Epinetten, vars existens kan spåras tillbaka till 1700-talet i regionerna Val-d’Ajol och Plombières-les-Bains i södra Vogeserna, där det fick sitt namn, har ett ursprung som fortfarande är okänt. En teori är att instrumentet introducerades av svenskarna under trettioåriga kriget, men det finns också en möjlighet att det härstammar från det medeltida psalteriet.

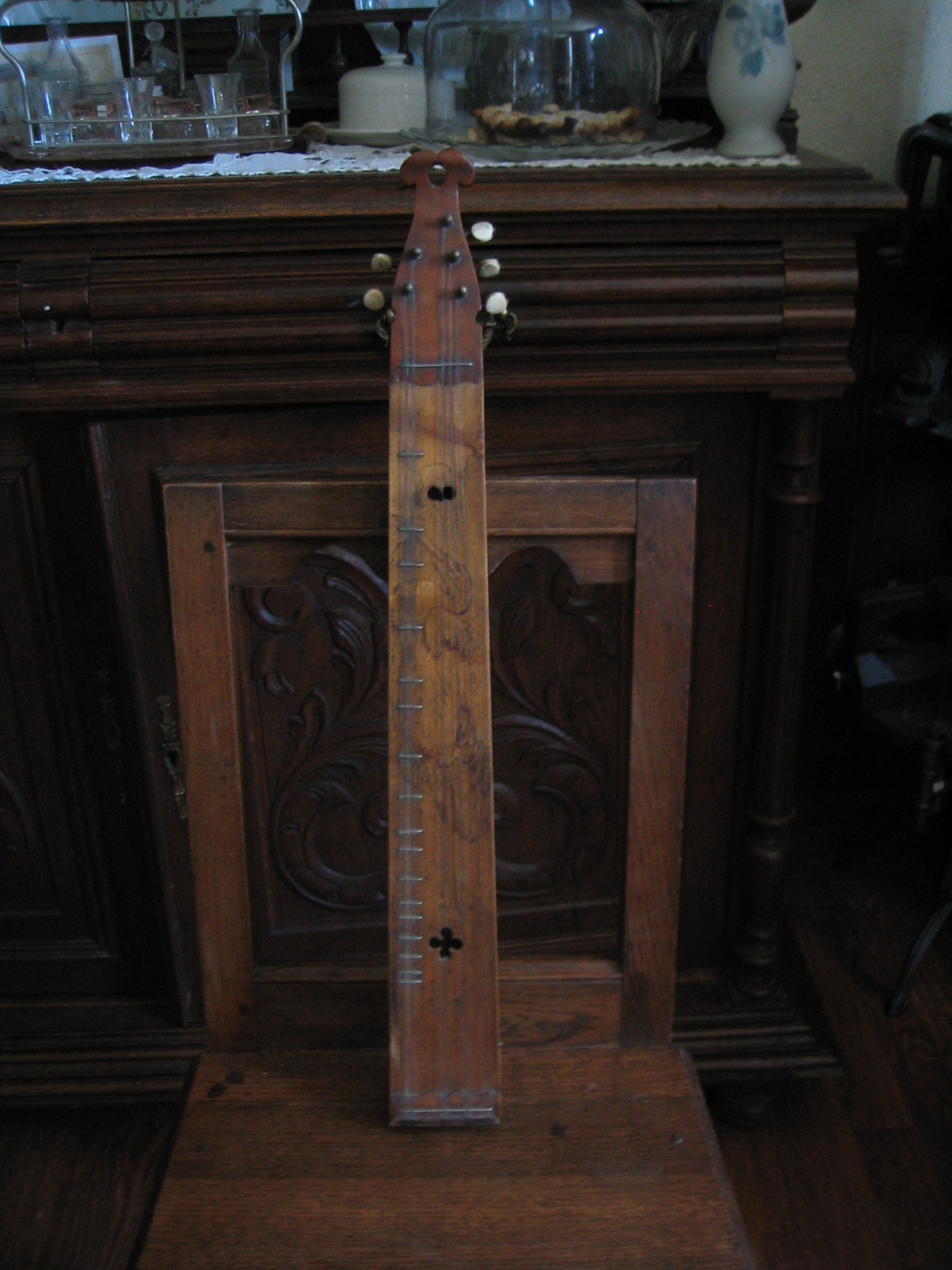
En epinette des Vosges på museet i Soyotte.

## Olika sorters epinetter och geografiska områden
Instrumenten i denna grupp, som en gång var vanliga över hela Europa, återfinns nu huvudsakligen i Norge (Langeleik), Island (Langspil), Flandern ( Hummel), Ungern och Frankrike. Ett liknande instrument, Appalachian dulcimer, är vanligt på landsbygden i bergsområdena i östra USA.

### Val-d'Ajol epinetten
Detta instrument, som först omnämns i finansiella dokument från 1730, utvecklades från en ursprunglig version med fyra strängar till en modell med fem strängar. Epinetten från Val-d’Ajol är liten, mellan 50 och 60 cm, och har formen av ett parallellogram med en bred bas. Antalet band, som ursprungligen var fjorton, ökade till sjutton under 1800-talet. Fretten är diatonisk och stämd i öppen C-dur. Den spelas med fingrarna på vänster hand, eller växelvis med en liten bit slät trä. Höger hand slår strängarna med tummen, en gåspenna eller en hacka.
Amé Lambert (1843–1908), en framstående epinette luthier, var särskilt produktiv och tillverkade så många som 500 epinetter varje år.

### Gérardmer epinetten
Musikinstrumentet gérardmer epinetten, som först bekräftades 1723, är enkelt i sin konstruktion och tillverkas antingen av luthiers eller av musikerna själva. Efter en period av minskad popularitet, där mycket lite information om det var tillgänglig, återupptäcktes instrumentet efter 1945.
Epinetterna från övre Vogeserna är av betydande storlek, ungefär 80 centimeter. De har ett varierande antal strängar, från tre till åtta, och är utrustade med diatonisk fretting.

## Speltekniker
Epinetten är diatonisk och producerar en heptatonisk dur-skala. Antalet band ökade från fjorton till sjutton under 1800-talet, vilket gav den ett omfång på två och en halv oktav.
- Högerhandstekniker:
  1. Att klumpa fram och tillbaka över alla strängarna (melodi och drönare) eller bara de dubbla melodisträngarna med hackan, gåsfjädern eller tummen. Detta är det traditionella sättet.
  2. Fingerpicking, som med en gitarr, med alla utom lillhögerfingret för att plocka strängarna.
  3. Slå på strängarna med en liten pinne (som en räfflad hamrad dulcimer )
  4. Använd en fiol eller stråkad psalterbåge.
- Vänsterhandstekniker:
  1. Främja strängarna med en slät pinne eller vass, kallad "noteur" (noter). Detta ger musiken ett glidande metalliskt ljud med uttalat glissando.
  2. Bryta strängarna med de tre första fingrarna, eller alla fem för mer komplexa stycken eller på kromatiska instrument. Denna teknik är mindre traditionell men väl lämpad för att spela mer komplexa melodier.

En person som spelar epinette sitter vanligtvis ner under spelet. Instrumentet placeras oftast på ett bord, eller på spelarens knä, vinklat bort från personen. Epinetten skiljer sig från andra dulcimerformer genom att den ger en viss separation mellan melodisträngarna och drönarna. Detta gör att dessa områden kan slås separat för att skapa en rytm.
Instrumentet stäms vanligtvis efter gehör snarare än efter konserttonhöjd. Det kan stämmas högre eller lägre beroende på det instrument som det ackompanjerar, epinettens unika ljud eller spelarens personliga preferenser.
Utöver den diatoniska epinetten finns det epinetter med extra band för varje halvton, för att kunna komponera den kromatiska skalan. På en kromatik epinette kan man spela i vilken tonart som helst utan att behöva stämma om instrumentet.

### Lägena

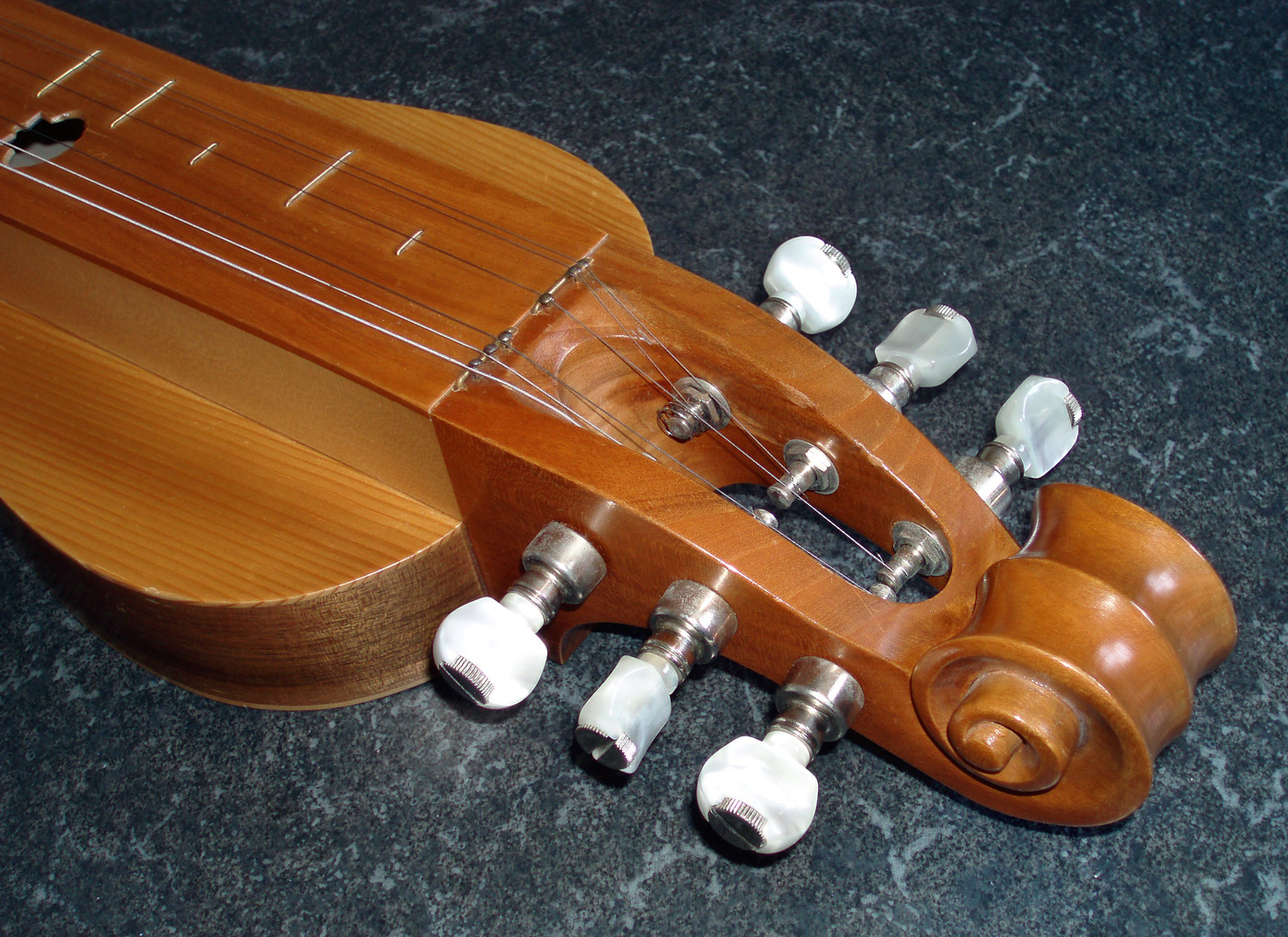
Chevillier (huvudstock) på en kromatisk epinett des Vosges.

Epinetten ger möjlighet att framföra modal musik. Nedanstående tabell ger ett grundläggande exempel (arrangemanget av drönarna kan variera beroende på deras antal och musikerns preferenser).
De möjliga lägena är:
| Läge              | Utgångspunkt för vänster hand | Stämning av 1:a strängen | 2:a strängen | 3:e strängen         |
| ----------------- | ----------------------------- | ------------------------ | ------------ | -------------------- |
| C (DO)            | Ostoppade melodisträngar      | G (SOL)                  | C (DO)       | C (DO) eller G (SOL) |
| D (RE)            | 1:a fallet                    | A (LA)                   | D (RE)       | A (LA) eller D (RE)  |
| E (MI)            | 2:a fallet                    | B (SI)                   | E (MI)       | B (SI) eller E (MI)  |
| F (FA) 1:a stilen | 3:e fallet                    | C (DO)                   | F (FA)       | C (DO) eller F (FA)  |
| F (FA) 2:a stilen | 6:e fallet                    | F (FA)                   | C (DO)       | C (DO) eller F (FA)  |
| G (SOL)           | Ostoppade melodisträngar      | G (SOL)                  | D (RE)       | G (SOL) eller D (RE) |
| A (LA)            | 1:a fallet                    | A (LA)                   | E (MI)       | A (LA) eller E (MI)  |
| B (SI)            | 2:a fallet                    | B (SI)                   | F (FA)       | B (SI) eller F (FA)  |

## Epinettspelare
- Jean-François Dutertre
- Jean-Loup Baly
- Christophe Toussaint
- Patrice Gilbert
- Jacques Leininger

## Samtida skapare
- Christophe Toussaint, Dommartin-lès-Remiremont
- Jean-Claude Condi, Mirecourt

## Diskografi
- Jean-François Dutertre La ronde des Milloraines
- Jean-François Dutertre Si l'amour prenait racine
- Jean-François Dutertre L'épinette des Vosges
- Christophe Toussaint Terra Incognita
- Association de l'épinette des Vosges, Plombières-les-Bains A la découverte de l'épinette des Vosges
- Association de l'épinette des Vosges, Plombières-les-Bains Trois damer à table